# چهار شگفت‌انگیز
چهار شگفت انگیر (به انگلیسی: Fantastic Four) یک گروه خیالی ابرقهرمان در کمیک‌های آمریکایی منتشر شده توسط مارول کامیکس است. این گروه برای اولین بار به نویسندگی استن لی و طراحی جک کربی در کمیک شماره ۱ چهار شگفت‌انگیز در ۱ نوامبر ۱۹۶۱ در دنیای کمیک حضور پیدا کرد. چهار شگفت‌انگیز اولین خانوادهٔ ابرقهرمان در دنیای کمیک هستند و پایه‌گذار دوران طلایی مارول در دههٔ ۶۰ میلادی در خلق و انتشار کمیک‌های ابرقهرمانی محسوب می‌شوند. بزرگترین دشمن گروه چهار شگفت انگیز، دکتر دووم است.

## اعضاء
اعضای اصلی چهار شگفت‌انگیز عبارتند از:
- آقای شگفت‌انگیز
- زن نامرئی
- مشعل انسانی
- تینگ

## تاریخچه
چهار شگفت‌انگیز چهار دوست قدیمی و اعضای خانواده‌ای بودند که پس از قرار گرفتن در معرض پرتوهای آسمانی در طی مأموریت فضایی قدرت‌های زیادی کسب کردند.

## رسانه
تاکنون چهار فیلم از چهار شگفت‌انگیز ساخته شده‌است:
- چهار شگفت‌انگیز (The Fantastic Four) در سال ۱۹۹۴، فیلم اکران نشد ولی به صورت غیرقانونی منتشر شد.
- چهار شگفت‌انگیز (Fantastic Four) در سال ۲۰۰۵، با فروش جهانی ۳۳۰ میلیون دلار.
- چهار شگفت‌انگیز: قیام موج سوار نقره‌ای (Fantastic Four: Rise of the Silver Surfer) در سال ۲۰۰۷، با فروش جهانی ۲۸۹ میلیون دلار.
- فیلم باز راه‌اندازی شده چهار شگفت‌انگیز (the Fantastic Four) در سال ۲۰۱۵، با فروش جهانی ۱۶۸ میلیون دلار.